# Pusillanthus trichodes
Pusillanthus trichodes är en tvåhjärtbladig växtart som först beskrevs av Carlos Toledo Rizzini, och fick sitt nu gällande namn av Kuijt. Pusillanthus trichodes ingår i släktet Pusillanthus och familjen Loranthaceae. Inga underarter finns listade i Catalogue of Life.